# 五里冲街道
五里冲街道是中华人民共和国贵州省貴陽市南明区下辖的一个街道办事处。

## 行政区划
五里冲街道下辖以下村级行政区划单位：
中园社区、和园社区、福园社区、延安南路社区。